# Richard Grüttner
Richard Grüttner (* 7. April 1854 in Breslau; † 3. Juli 1919 in Berlin-Wilmersdorf) war ein deutscher Bildhauer.
Von 1868 bis 1872 besuchte er die Kunstschule in Breslau. Danach war er als Steinbildhauer in Leipzig, Berlin, Dresden, Paris und München tätig. Für einige Zeit leitete er für die Berliner Gipsformerei die Abformungen der bei den Ausgrabungen in Olympia ab 1874 gefundenen Stücke. 1886/1887 richtete er das Museum am Ausgrabungsort ein. Nach einem Italienaufenthalt kehrte er 1889 nach Berlin zurück.

## Werke
- 1883 schuf er die Rekonstruktion der Nike des Paionios.

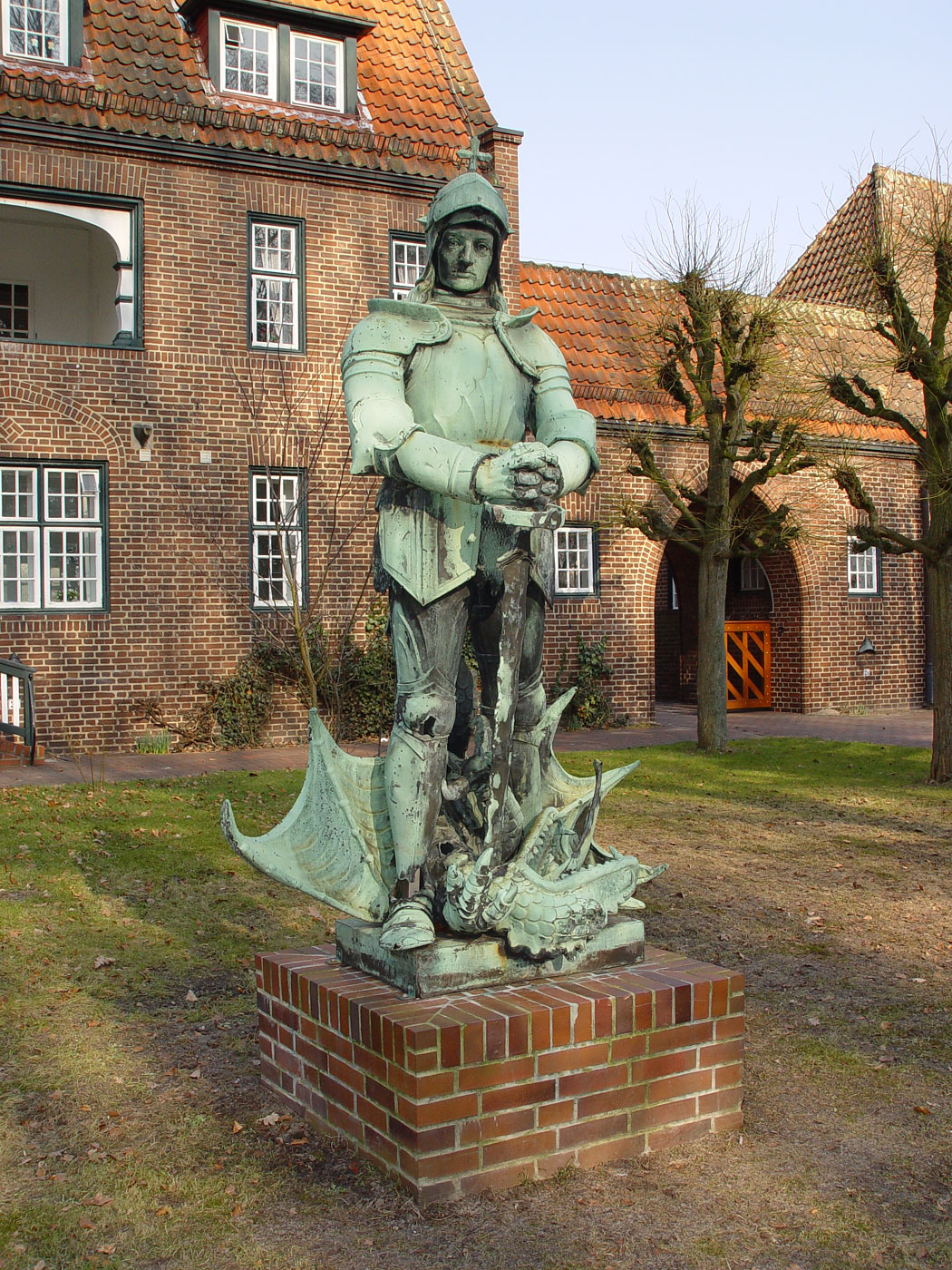
Statue des heiligen Michael vor dem Rosenhof der Egestorff-Stiftung im Bremer Stadtteil Osterholz
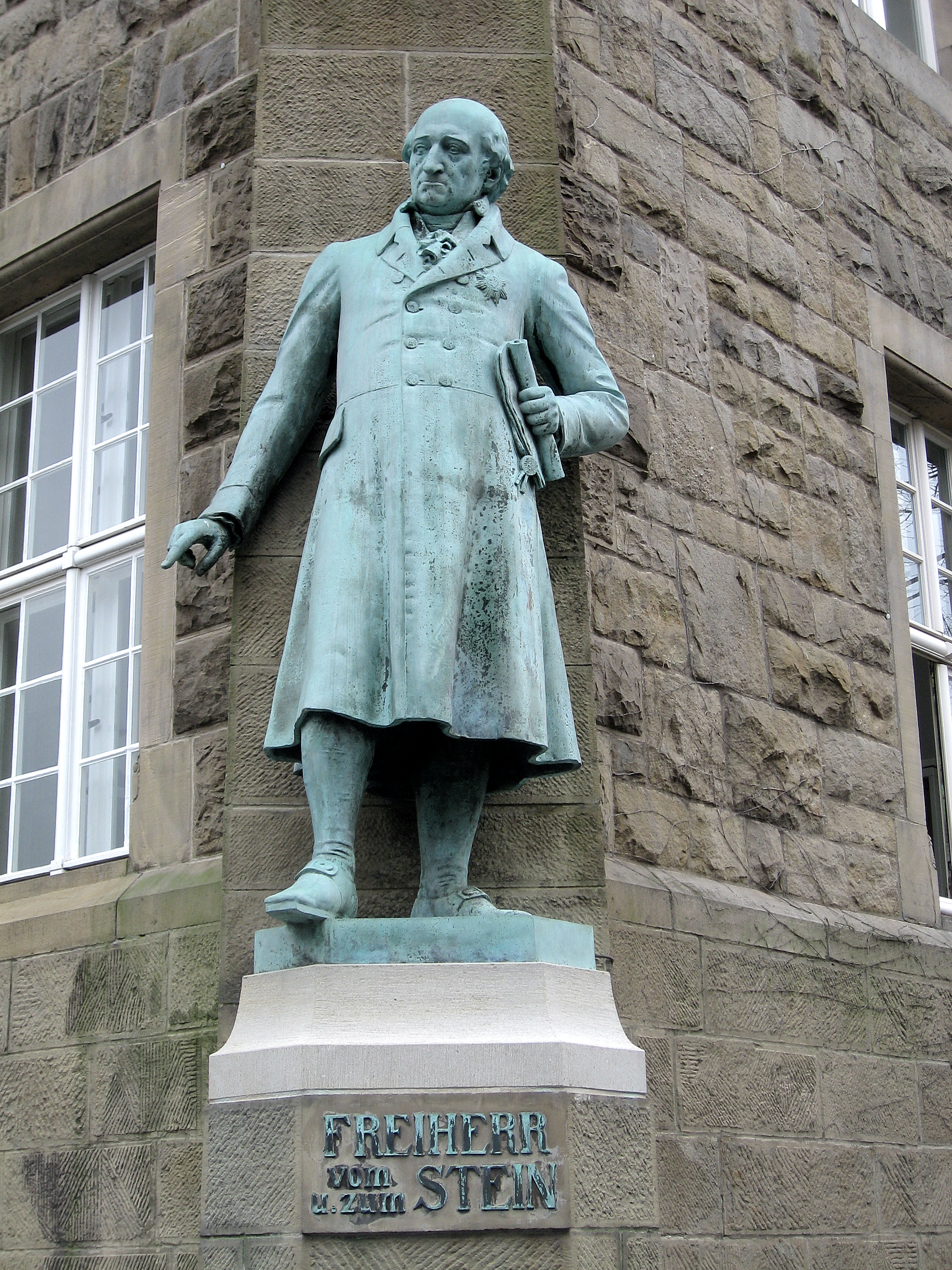
Statue des Freiherrn vom und zum Stein am Rathaus Wetter, 1909
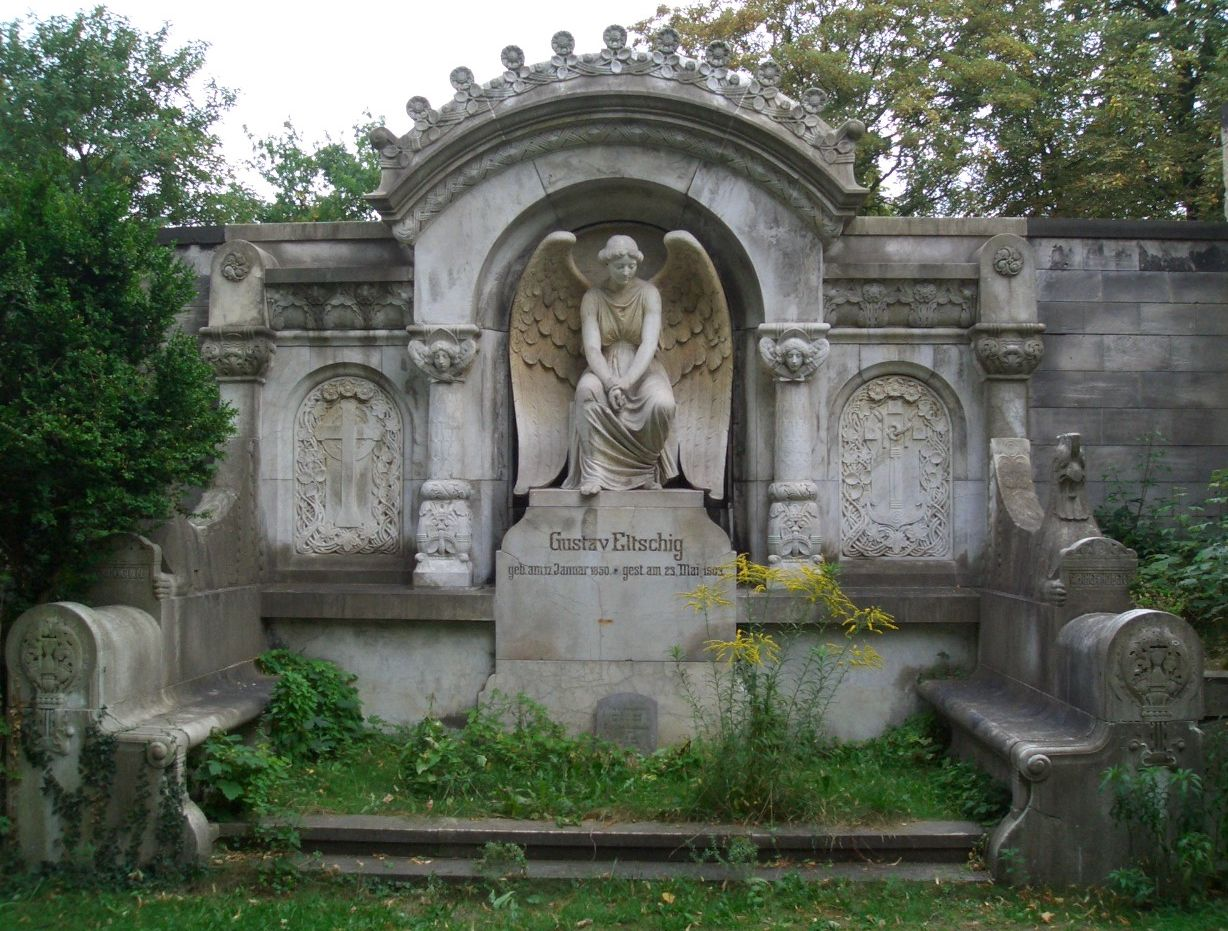
Jugendstilgrab „Gustav Eltschig“, 1911, Berlin-Kreuzberg
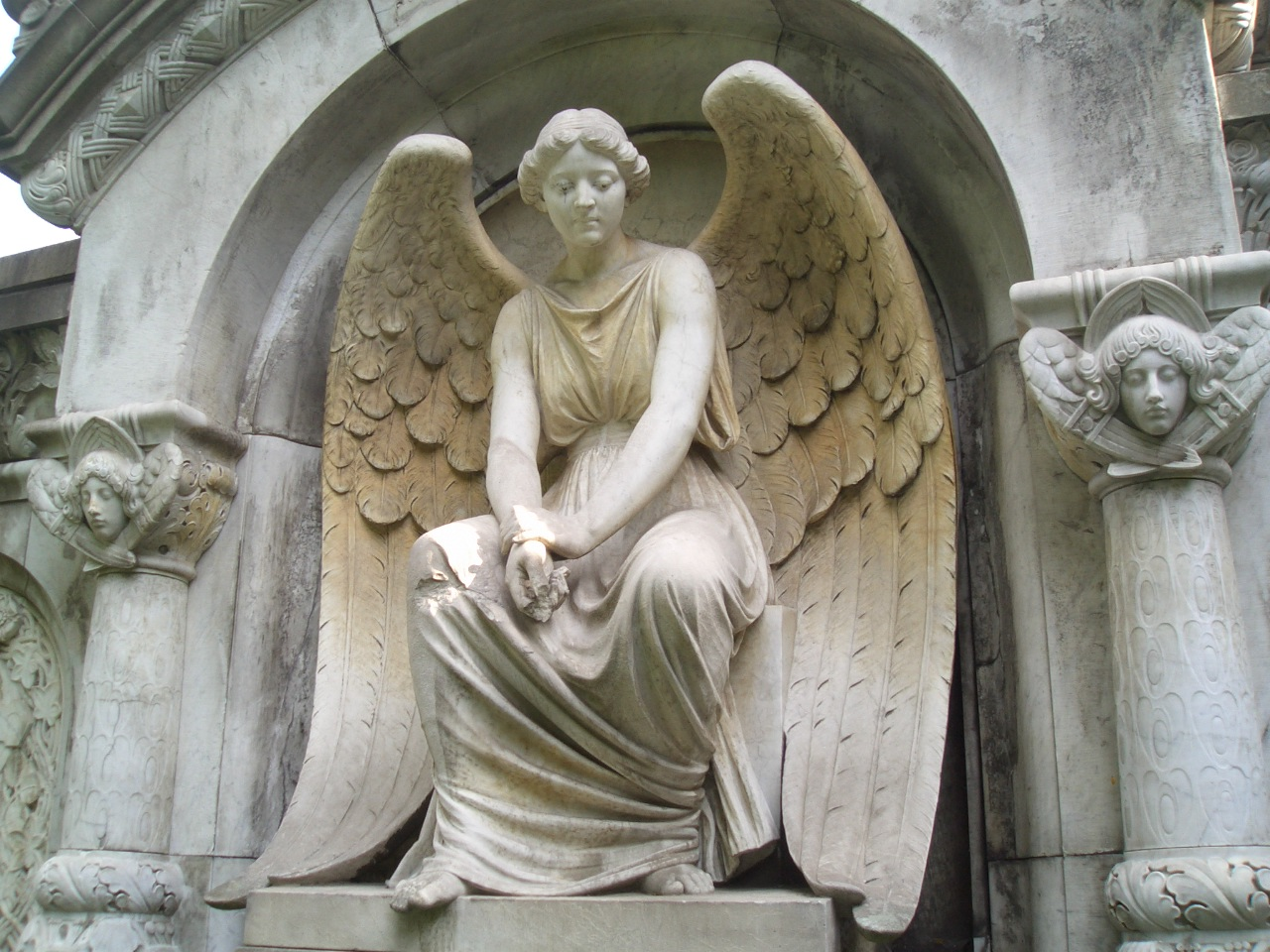
Detail, Luisenstädtischer Friedhof, Berlin-Kreuzberg
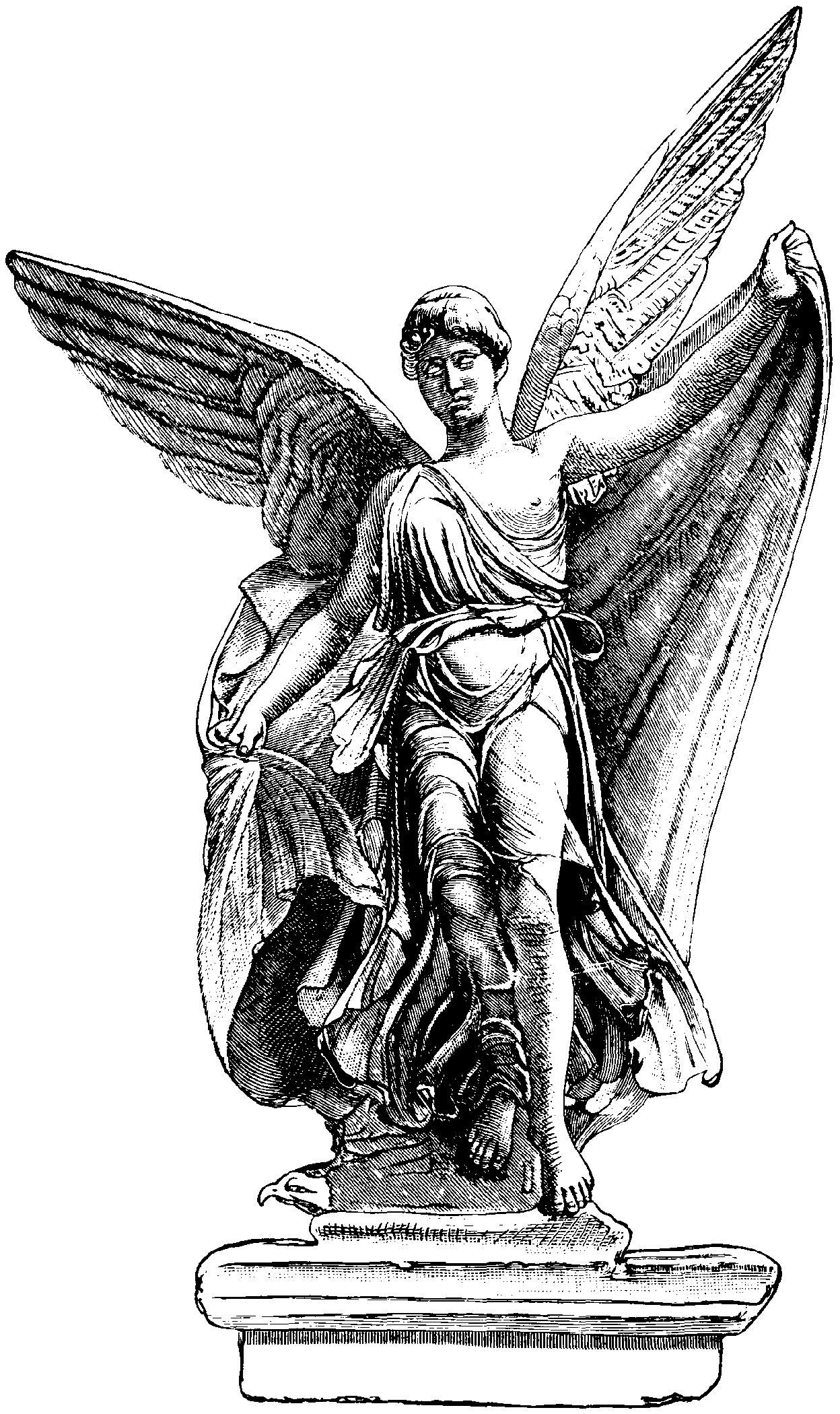
Rekonstruktionszeichnung der Nike des Paionios nach Grüttner
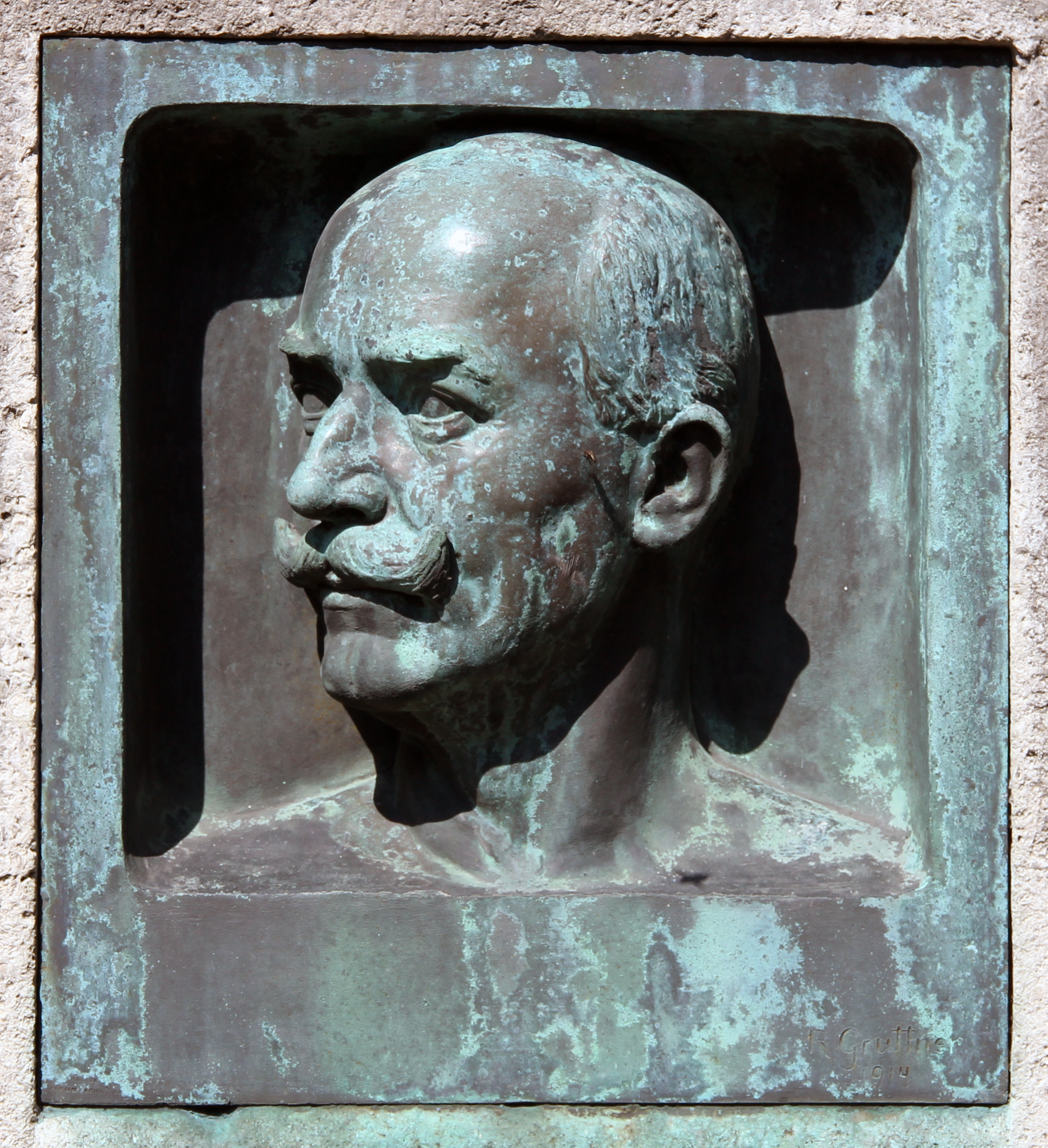
Detail, Grabstätte Richard Güntsche, Berlin-Wilmersdorf